# Henri Paris (homme politique)
Pour les articles homonymes, voir Henri Paris.
Henri Paris, né à Épernay le 4 mars 1821 et mort à Avenay-Val-d'Or le 6 avril 1902, est un homme politique français.

## Biographie

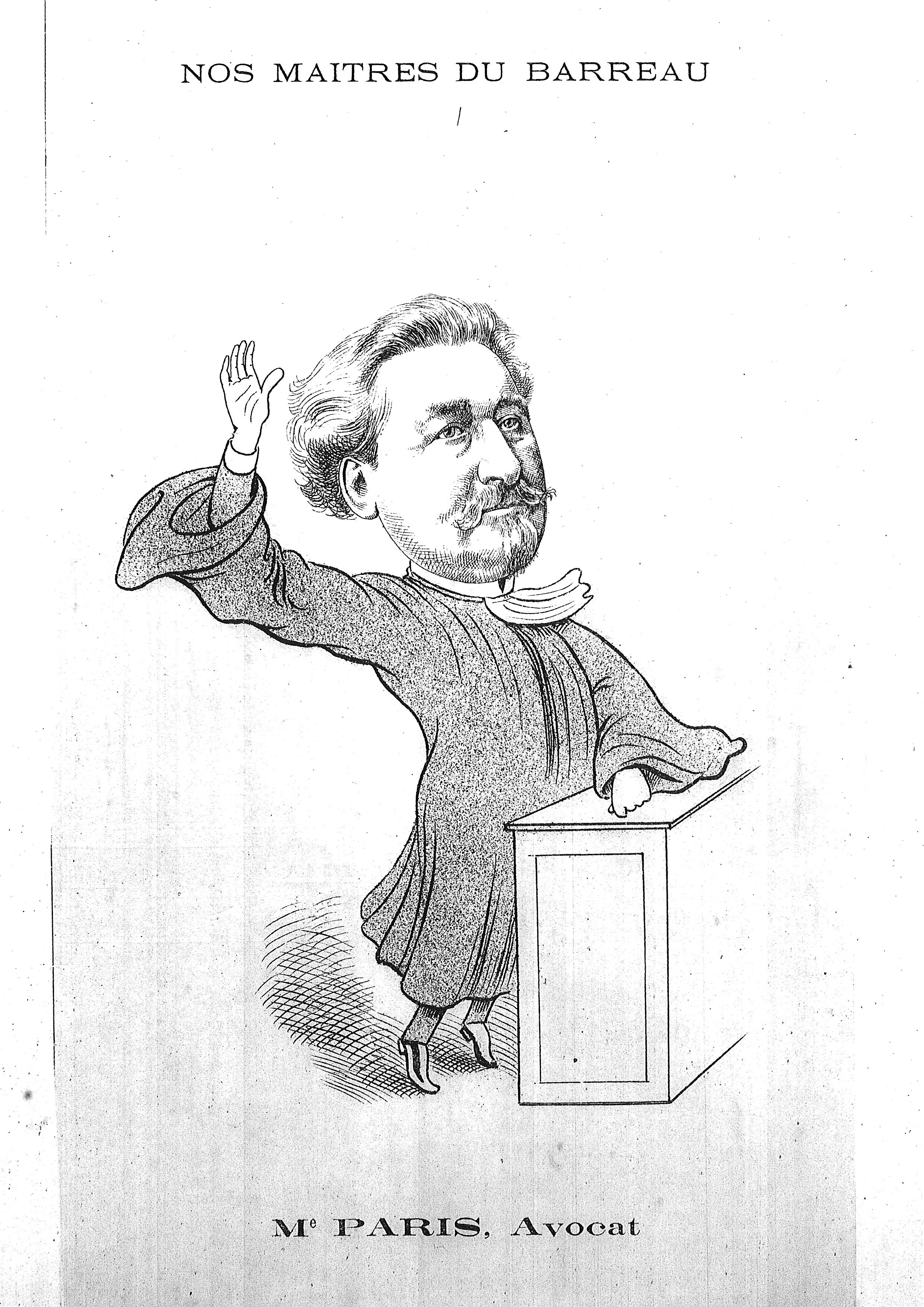
En avocat, bibliothèque de Reims.

Henri Paris, bâtonnier de l’ordre des avocats de Reims, conseiller général, président du comité royaliste de la Marne, est maire de Reims de février à décembre 1874. 
Henri Paris était le fils d'un notaire d'Épernay, correspondant de la Société entomologique de France et correspondant de l'Académie nationale de Reims. Il avait travaillé avec Berryer et faisait preuve d'éloquence dans ses plaidoiries. Il était aussi le conseil de l'ordre des notaires de Reims dès 1851. Il épousa à Avenay-Val-d'Or en 1848 Noémie-Joséphine Paris et y repose. Leur fille épousa le 22 juin 1872 à Reims, le négociant en vins de Champagne : Eugène Koch, directeur du Champagne Koch. La devise de H. Paris était Melior doctrina parentum.
Plusieurs membres de cette famille, originaire d’Avenay-Val-d'Or, se sont rendus illustres : 
- Paulin Paris
- Louis Paris (1802-1887), bibliothécaire de la ville de Reims et auteur, ses deux oncles ;
- Gaston Paris (1839-1903), professeur au Collège de France, spécialiste de la littérature médiévale.

Il est inhumé à Avenay-Val-d'Or.

## Œuvres
- Paris, Henri, Conditions de la paix, ou la Lorraine et l'Alsace (2e édition), 22 février 1871, imp. de P. Dubois (Reims)
- Paris, Henri (avocat à Reims), L'un des côtés de la question, impr. V. Geoffroy & Cie (Reims), 1872

## Pour en savoir plus